# Trabajos Aéreos y Enlaces
Trabajos Aéreos y Enlaces (im Markenauftritt TAE) war eine auf dem Flughafen Palma de Mallorca beheimatete spanische Charterfluggesellschaft. Das Unternehmen hat seinen Betrieb im November 1981 aus wirtschaftlichen Gründen eingestellt.

## Geschichte

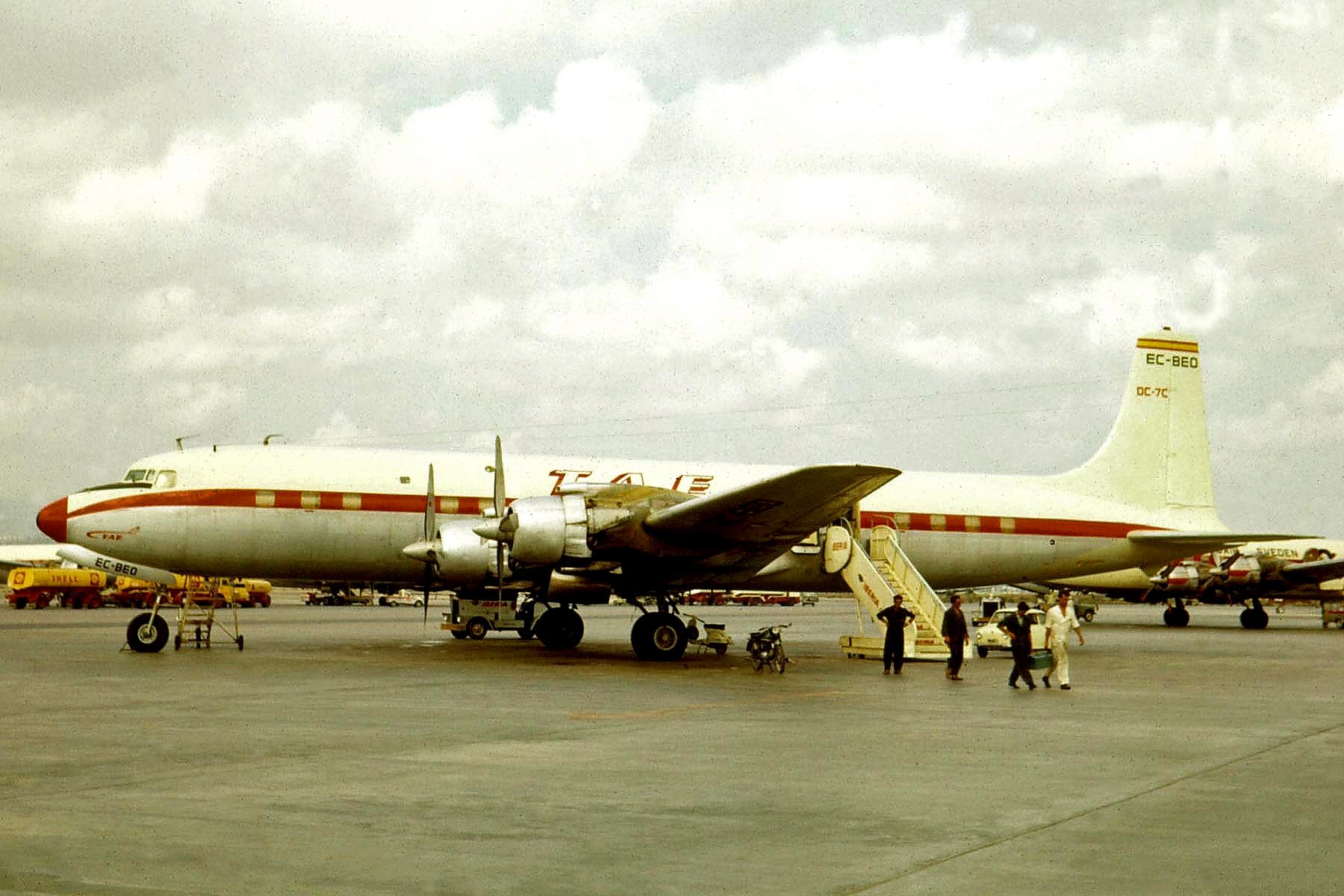
Douglas DC-7C der TAE, Palma 1967

Trabajos Aéreos y Enlaces (TAE) wurde ursprünglich im Jahr 1957 von der Reederei Aznar in Bilbao gegründet, um Lufttaxidienste mit STOL-fähigen Maschinen des Typs Scottish Aviation Twin Pioneer nach Granada und weiteren spanischen Städten anzubieten, die damals noch keinen Flughafen mit befestigter Landebahn besaßen. Daneben bestellte TAE im selben Jahr je drei Maschinen der Typen Percival President und Fokker F-27, die ab Anfang 1959 im nationalen Linienverkehr zum Einsatz kommen sollten. Die Gesellschaft nahm den geplanten Linienflugbetrieb aber nicht auf und stornierte alle Bestellungen.
Im Jahr 1966 entschloss sich die Reederei Aznar dazu, das ruhende Unternehmen in eine Charterfluggesellschaft umzuwandeln, um am schnell wachsenden Urlaubsreiseverkehr teilzuhaben. Der in Bilbao ansässige Konzern Lezama-Leguizamon SA beteiligte sich an dem Vorhaben und übernahm die Unternehmensleitung. Gleichzeitig verlegte TAE ihren Geschäftssitz nach Madrid. Der geplante Kauf einer Lockheed Super Constellation von Air France wurde im Oktober 1966 kurzfristig verworfen, obwohl die Maschine bereits in Farben der TAE lackiert worden war und ein spanisches Kennzeichen erhalten hatte. Stattdessen erwarb die Gesellschaft Ende 1966 zwei Douglas DC-7, mit denen sie ab April 1967 überwiegend deutsche und britische Pauschalreisende nach Palma de Mallorca beförderte. Ein Strahlflugzeug des Typs BAC 1-11 ergänzte im März 1969 die Flotte. Das Unternehmen stellte den Flugbetrieb im Februar 1970 erstmals aus finanziellen Gründen ein, wurde aber nicht aufgelöst.

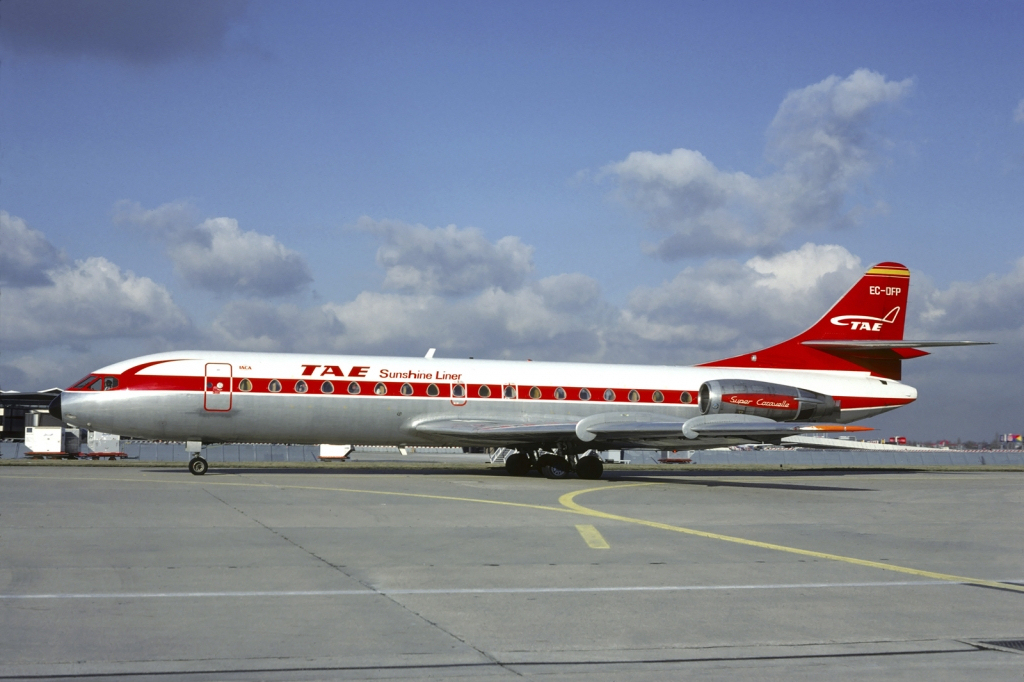
Caravelle 10B3 der TAE, 1980

In den frühen 1970er-Jahren erwarb die Reederei Aznar sämtliche Unternehmensanteile zurück und wurde wieder zur Alleineigentümerin der TAE. Nach einer Umstrukturierung und Refinanzierung des mittlerweile in Palma de Mallorca ansässigen Unternehmens konnten zwei Douglas DC-8 langfristig von der französischen Union de Transports Aériens (UTA) geleast werden, mit denen die Gesellschaft ihren Betrieb am 1. April 1973 erneut aufnahm. Mit rund 90 Prozent aller Charteraufträge entwickelte sich Westdeutschland zum wichtigsten Markt, wobei hier hauptsächlich Düsseldorf angeflogen wurde. Daneben führte das Unternehmen von Frankreich, Schweden, den Niederlanden  und der Schweiz ausgehenden IT-Charterverkehr nach Spanien durch. Im Geschäftsjahr 1975 beförderte TAE 142.617 Passagiere und stellte zeitgleich die erste ihrer drei von Sterling Airways geleasten Sud Aviation Caravelle in Dienst. Zudem wurde in der Sommersaison zeitweise eine weitere Douglas DC-8 von UTA gemietet. Um Pauschalurlauber im Auftrag deutscher Reiseveranstalter nach Gambia zu befördern, eröffnete TAE am 12. Januar 1980 eine von Düsseldorf über den Flughafen Gran Canaria geführte Verbindung zum Banjul International Airport.
Anfang der 1980er-Jahre verursachte die Zweite Ölkrise eine schwere Rezession in Westdeutschland, die zu massiven Auftragsrückgängen und zu einem verschärften Wettbewerb zwischen den Charterfluggesellschaften führte. Gleichzeitig erhöhte sich der Kerosinpreis erheblich und somit auch die Betriebskosten des Unternehmens. Aufgrund der Überkapazitäten verzichtete TAE im selben Jahr auf die Auslieferung einer von UTA gemieteten Douglas DC-8-51, obwohl die Maschine bereits in Firmenfarben lackiert worden war. Am 28. November 1981 stellte TAE ihren Betrieb aus wirtschaftlichen Gründen ein. Die geplante Wiederaufnahme der Urlaubsflüge scheiterte im Folgejahr, woraufhin das Unternehmen aufgelöst wurde. Im Herbst 1982 gründeten 86 entlassene TAE-Angestellte mit staatlicher Finanzhilfe die ebenfalls in Palma de Mallorca ansässige Charterfluggesellschaft Hispania Lineas Aéreas.

## Flotte

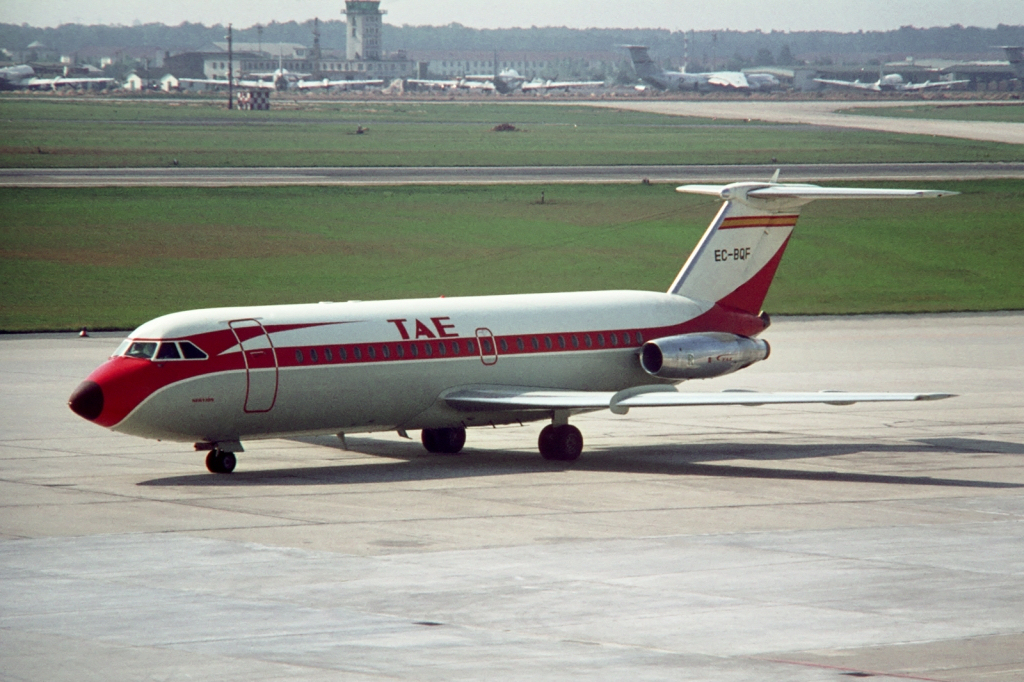
TAE erwarb eine BAC 1-11 vom Hersteller, die ursprünglich für Philippine Air Lines bestimmt war.

Im Lauf ihrer Geschichte betrieb TAE folgende Flugzeugtypen:

### Flotte bei Betriebseinstellung
Im Frühjahr 1981 bestand die Flotte aus 
- zwei Douglas DC-8-33
- zwei Sud Aviation Caravelle 10B.[13]

### Zuvor eingesetzte Flugzeuge
- BAC 111-400 (betrieben von 1969 bis 1970)
- Douglas DC-7C und DC-7CF (betrieben von 1967 bis 1970)
- Douglas DC-8-53 und DC-8-55 (betrieben von 1973 bis 1981)
- Fokker F-27 Friendship
- Percival Pembroke
- Scottish Aviation Twin Pioneer

## Zwischenfälle
- Am 29. Juni 1969 geriet eine auf dem Flughafen Gran Canaria abgestellte Douglas DC-7 (Luftfahrzeugkennzeichen: EC-BEO) in Brand. Die Maschine wurde durch das Feuer zerstört.[14]

## Trivia
- Ab Mitte der 1970er-Jahre trugen die Flugzeuge der Gesellschaft die Zusatzaufschrift „Sunshine Liner“ auf dem Rumpf.
- Unter den Passagieren des am 13. Oktober 1977 entführten Flugzeugs „Landshut“ befanden sich fünf Angestellte der TAE, die ihren Dienst in Frankfurt antreten sollten und hierzu den Linienflug 181 der Lufthansa nutzten. Die spanische Besatzung, darunter zwei Piloten, reiste in Zivilkleidung und gab sich auf Anraten ihrer deutschen Kollegen nicht als solche zu erkennen.[15]